# Grønlands stemme
|  | Denne artikel er oprettet af botten Steenthbot ud fra en ekstern database. Den kan derfor have sproglige fejl eller mangler. Denne skabelon kan fjernes efter kontrol af indholdet. |

Grønlands stemme er en dansk dokumentarfilm fra 2023 instrueret af Warny Mandrup.

## Handling
Grønlands stemme er en dansk dokumentarfilm om Rasmus Lyberths liv og karriere, produceret i 2022 i anledning af Rasmus Lyberths 70-års fødselsdag.
Filmen er et retrospektivt portræt af Rasmus Lyberth som sanger, sangskriver, performer og repræsentant for den grønlandske kultur og identitet. Filmens omdrejningspunkt er et interview med Rasmus Lyberth, hvor han fortæller om sin barndom, sin tidlige debut som sanger og sit liv i Grønland. Filmen viser klip fra 1970’erne hvor bl.a. DR bliver opmærksom på den grønlandske folkemusiks særlige betydning, herunder Rasmus Lyberths unikke og originale udtryk. Filmen tager afsæt i den grønlandske natur og i Rasmus Lyberths tidlige beslutning om at blive sanger, hvilket sker da han som sømand besøger Finland.
I filmen medvirker bl.a. Julie Berthelsen, Lars Lilholt, Teitur, Niels Hausgaard, Jørgen de Mylius og Frederik Elsner. Grønlands Stemme er instrueret og produceret af Warny Mandrup og varer 59:18 min.

## Medvirkende
- Rasmus Lyberth